# Hasan Tahsin Pasza
Hasan Tahsin Pasza (ur. 1845 w Mesarë, zm. 1918 w Lozannie) – osmański generał i urzędnik pochodzenia albańskiego.

## Życiorys
Absolwent szkoły Zosimaia. Pełnił funkcję dowódcy Żandarmerii w Janinie, a podczas wojny z Grecją dowodził jedną z brygad. Następnie jako generał dywizji dowodził garnizonem stacjonującym w Salonikach.
Podczas I wojny bałkańskiej pełnił funkcję walego wilajetu Janina,a okres I wojny światowej spędził w Lozannie, gdzie zmarł w 1918 roku. Jego ciało pochowano w tymże mieście, jednak zostało przetransportowane do Grecji, gdzie od 1937 do 2006 pochowano je trzykrotnie.

## Życie prywatne
Żonaty z Greczynką, z którą miał siedmioro dzieci, w tym Qemala Mesareę – ambasadora Albanii w Atenach w latach 1933–1934.